# Bagh nakh
El bagh nakh, vagh nakh, o vagh nakhya (en maratí: वाघनख / वाघनख्या: वाघनख / वाघनख्या, en hindi: बाघ नख: , en urdu: باگھ نکھ‎:  نکھ, literalmente, garra de tigre) es un arma "de puño, tipo garra", originaria del subcontinente indio, diseñada para encajar sobre los nudillos u ocultarse debajo y contra la palma. Consta de cuatro o cinco cuchillas curvas fijadas a una barra transversal o guante, y está diseñada para desgarrar. Se inspira en el armamento natural de los grandes felinos, y la palabra bagh nakh significa 'garra de tigre' en hindi.

## Historia
Hay informes contradictorios sobre la época en que apareció el bagh nakh. Estas armas, envenenadas, fueron utilizadas por los clanes Rajput para asesinatos. El usuario más famoso fue el emperador Maratha Chatrapati Shivaji Maharaj que empleó un bichuwa y un bagh nakh para derrotar al general de Bijapur Afzal Khan. Era un arma popular entre los siks de Nihang que la portaban en sus turbantes y a menudo la sostenían en su mano izquierda mientras sujetaban un arma más grande, como una espada, en la mano derecha. Era recomendado a las mujeres de Nihang llevar un bagh nakh cuando fueran solas a zonas peligrosas.

Aunque a menudo asociado con ladrones y asesinos, el bagh nakh era también utilizado por luchadores en una forma de lucha llamada naki ka kusti o "lucha de garras" que persistió incluso bajo el dominio colonial británico. M. Rousselete, que visitó Baroda en 1864, describió el "naki-ka-kausti" como una de las formas favoritas de entretenimiento del rajá.
Las armas, encajadas en una especie de mango, estaban sujetas con vendas a la mano derecha cerrada. Los hombres, borrachos con bhang o cáñamo indio, se apresuraron el uno contra el otro y se desgarraron como tigres en cara y cuerpo; las pieles de la frente colgarían como jirones; los cuellos y las costillas quedaban abiertos, y no es raro que uno o ambos se desangren hasta la muerte. La emoción del gobernante en estas ocasiones a menudo creció al punto que apenas pudo evitar imitar los movimientos de los duelistas.
Después de los disturbios del Día de Acción directa de 1946 en Calcuta, chicas hindúes bengalíes, para defenderse, empezaron a llevar una especie de arma afilada parecida al bagh nakh mientras iban a la escuela.

## Variantes
Existen varias variantes del bagh nakh, incluyendo una en que la barra transversal es reemplazada por dos placas articuladas juntas; con un aro y garra adicionales para el pulgar. Los primeros bagh nakh no tenían aros para los dedos, sino agujeros perforados en la barra central. Muchos bagh naka también incorporaron una punta o cuchilla en los extremos de la barra. Esta forma era conocida como bichuwa bagh nakh porque la cuchilla se basaba en la del bichuwa (cuchillo escorpión).